# Emilie Kassowitz
Emilie Kassowitz (* 4. November 1854 in Wien als Emilie Rosenthal; † 28. Mai 1938 ebenda) war eine österreichische Publizistin und Vereinsfunktionärin.

## Leben
Emilie Kassowitz, seit 17. April 1876 mit dem Pädiater Max Kassowitz verheiratet, gründete 1903 den Verein abstinenter Frauen, den sie bis 1907 und von 1925 bis 1937 leitete. Sie schrieb Aufsätze zur Abstinenz für die Zeitschriften des Bundes österreichischer Frauenvereine Der Bund und Die Österreicherin.
Die Philosophin und Publizistin Julia Kassowitz (1882–1924) und die Wirtschaftswissenschaftlerin und Journalistin Toni Stolper waren ihre Töchter.

## Auszeichnungen
- Goldenes Verdienstkreuz

## Schriften
- Ursachen und Zwecke: Studie zur Psychologie des naturwissenschaftlichen Denkens. Perles, Wien 1909. (Signatur der ÖNB: 471.573-B und 467.814-B)